# Jekuno Amlak
Jekuno Amlak  (amharski: ይኵኖ አምላክ) vladarskog imena Tasfa Ijasus ( ? - 1285.), bio je etiopski car (neguš negasti) od 10. kolovoza 1270. do 19. lipnja 1285., utemeljitelj Salomonske dinastije jer je po svom ocu Tasfa Ijasusu, vukao svoje porijeklo od posljednjeg aksumskog kralja Dil Na'oda.

## Životopis

### Uspon na tron
Ono što se danas zna o Jekunu Amlaku temelji se na etiopskoj usmenoj predaji i srednjovjekovnim hagiografijama. Po njima Amlak je bio iz Sagarata (Amhara) 
Jekuno Amlak školovao se u manastiru Istifanos na jezeru Haik. Kasnije srednjovjekovne hagiografije navode da ga je podučavao osobno sv. Tekle Hajmanot, ranije hagiografije navode da mu je učitelj bio Ijasus Moa, iguman manastira Istifanos.
Po etiopskim legendama Jekuno Amlak je bio zatočen od strane zagajskog kralja "Za-Ilmaknuna" na Planini Malot, ali je uspio pobjeći. Potom je okupio podršku u pokrajinama Amhara i na Šoi, i s vojskom sljedbenika, pobijedio i svrgnuo s trona zagajskog kralja. Po suvremenom etiopskom povjesničaru Tadese Tamratu, tu se radi o Jetbaraku, a ne o Amlaku, ali zbog lokalnog oblika damnatio memoriae (zabrane pamćenja), njegovo ime je uklonjeno iz povijesti.Noviji istraživač povijesti Vola Getachew Mekonnen Hasen, tvrdi pak da se ipak radi o Jekuno Amlaku, a da je posljednji zagajski kralj kojeg je on svrgnuo bio Na'akueto La'ab.

## Vladavina
Jekuni Amlaku se pripisuje da je vodio rat protiv Kraljevstva Damot, koje je ležalo južno od rijeke Plavi Nil.
Pisana povijest pruža nam više sigurnosti da ocijenimo njegove odnose s drugim zemljama. Tako danas znamo da Jekuno Amlak nije samo razmijenjivao pisma s bizantskim carem Mihaelom VIII. Paleologom, već mu je poslao i nekoliko žirafa na dar. Isprva su njegovi odnosi sa susjednim muslimanskim zemljama bili su prijateljski, no njegovi uporni zahtjevi da se Etiopskoj pravoslavnoj tevahedo crkvi dodijeli Abuna pogoršali su odnose. Njegovo do danas sačuvano pisma iz 1273. koje je slao mamelučkom sultanu Baibarsu u Kairo, koji je tad bio suveren aleksandrijskog Patrijarha  (glavara koptske i etiopske crkve), u kojem ga moli za pomoć da mu se dodijeli novi Abuna, jasno govori da to nije njegov prvi zahtjev. Kad jedna od njegovih poruka nije stigla do Kaira, on je zato okrivio jemenskog sultana, da je on iz pozadine spriječio njegovog glasnika da dođe do Kaira. Zbog tog je bio primoran da se osloni na sirijske svećenike koji su se nekako probili do njegova carstva.
Njemu se pripisuje gradnja crkve izgradnju crkve Genete Marjam pored Lalibele, u kojoj se nalaze najstarije etiopske freske.
Njegov slijednik car Bajda Marjam je njegov leš ponovno ukopao u crkvi Atronsa Marjam.